# Arkys curtulus
Espèce
Synonymes
- Archemorus curtulus Simon, 1903

Arkys curtulus est une espèce d'araignées aranéomorphes de la famille des Arkyidae.

## Distribution
Cette espèce est endémique de l'Est de l'Australie.

## Description

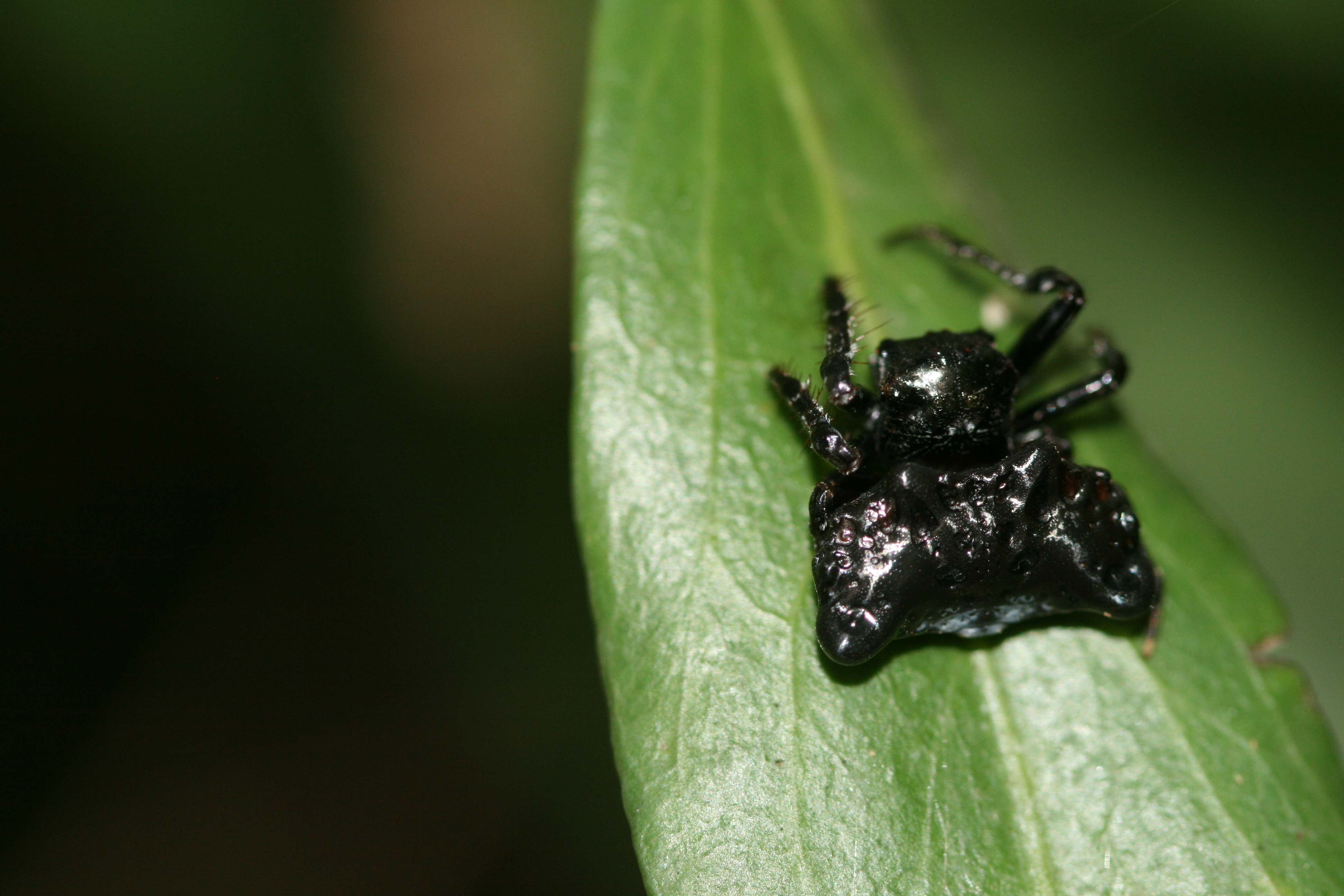
Arkys curtulus

La femelle holotype mesure 2 mm.

## Publication originale
- Simon, 1903 : Descriptions d'arachnides nouveaux. Annales de la Société entomologique de Belgique, vol. 47, p. 21-39 (texte intégral).